# 背點斯坦達脂鯉
背點斯坦達脂鯉（学名：Steindachnerina notograptos），為輻鰭魚綱脂鯉目脂鯉亞目無齒脂鯉科的其中一個種，分布於南美洲巴西淡水流域，體長可達10.6公分，棲息在底中層水域，以生活習性不明。